# Hondert
Hondert war ein niederländisches Volumenmaß und ein Zählmaß.

## Volumenmaß
Es wurde nur für grobes Seesalz verwendet.
- 1 Hondert = 248,11 Hektoliter
- 1 Hondert = 404 Maaten/Maass à 3096 Pariser Kubikzoll[1] = 1249976 Pariser Kubikzoll = 7 Lasten[2]

Im französischen Rochelle hatte ein Hondert 28 Muids beim Salz und je Muid rechnete man 15744 Pariser Kubikzoll, etwa 312 Liter.

## Zählmaß
Der Begriff Hondert war ein Zählmaß im Fellhandel und bedeutete Hundert.
- 1 Hundert = 104 Stück Felle[4]